# Scribd
Scribd (pronunciado ˈskrɪbd) es un sitio web para compartir documentos que permite a los usuarios publicar archivos de diversos formatos e incrustarlos en una página web utilizando su formato iPaper. Scribd fue fundada por Trip Adler en 2006. Los competidores más notorios de Scribd son WePapers e Issuu. En noviembre de 2023, Scribd se dividió de un solo producto en tres distintos: Everand, Scribd y SlideShare. Everand se lanzó como un nuevo servicio basado en audiolibros, enfocado exclusivamen en clientes que buscan diversion en forma de ebooks, revistas, pódcasts etc.
El servicio de suscripción de libros electrónicos de Scribd está disponible en teléfonos inteligentes y tabletas con Android e iOS, así como en Kindle Fire, Nook y computadoras personales. Los suscriptores pueden acceder a libros ilimitados al mes de 1,000 editoriales, incluidos Bloomsbury, Harlequin, HarperCollins, Houghton Mifflin Harcourt, Lonely Planet, Macmillan, Perseus Book Group, Simon & Schuster, Wiley y Workman.
Scribd tiene 80 millones de usuarios y se le conoce como "Netflix para libros".

## Historia
La idea y concepto de Scribd fue inspirado cuando Trip Adler estuvo en Harvard y tuvo una conversación con su padre, John R. Adler sobre las dificultades de publicar artículos académicos. Se asoció con Jared Friedman y Tikhon Bernstam y asistieron a Y Combinator en Cambridge en el verano del 2006. En marzo de 2007, Scribd fue lanzado desde un apartamento de San Francisco y creció rápidamente en tráfico. En 2008, figuraba como uno de los 20 sitios de redes sociales más visitados según Comscore. En junio de 2009, Scribd lanzó Scribd Store. Poco después se rescindió el contrato con Simon & Schuster para vender libros electrónicos en Scribd. Más de 150 editores profesionales como Random House, Wiley, Workman, Houghton Mifflin Harcourt, Pearson, Harvard University Press y Stanford University Press están ahora asociados con Scribd. ProQuest comenzó publicando disertaciones en Scribd en diciembre de 2009. En octubre de 2009, Scribd lanzó su lector de marca para las compañías de medios con New York Times, Los Angeles Times, Chicago Tribune, The Huffington Post, TechCrunch y MediaBistro.
Ahora más de 1000 compañías de medios utilizan lectores de marca Scribd para incrustar material de origen en sus historias. En agosto de 2010, las noticias comenzaron a hacer un boom y los documentos y los libros empezaron a ser virales en Scribd incluyendo el volcado de Proposición 8 y la demanda de HP, Mark Hurd, que se mueven en contra de Oracle. Actualmente Adler es el presidente de Scribd, donde es el responsable del producto y de la dirección estratégica de la empresa. BusinessWeek consideró a Adler uno de los "Mejores Jóvenes Empresarios Tech de 2010".

## Premios y reconocimientos
En septiembre de 2009, BusinessWeek nombró a Scribd como una de las "Iniciativas más interesantes del mundo". En diciembre de 2009, Forbes nombró a Scribd como "Una de las 10 iniciativas más populares". Fast Company nombró a Scribd como "Uno de los Top 10 más innovadores por las empresas de medios" en febrero del 2010. En mayo de 2010, Scribd fue reconocida como "Una de las Empresas populares de San Francisco" por Lead411. El 1 de septiembre de 2010, el Foro Económico Mundial anunció la compañía en un Seminario Tecnológico para el año 2011. Después del premio otorgado por el Foro Económico Mundial, la revista Time nombró a Scribd como una de las "10 empresas nuevas que cambiarán su vida".

## Cronología
En febrero de 2010, Scribd anunció sus primeros planes móviles para libros electrónicos y teléfonos inteligentes En abril de 2010 Scribd agregó una nueva característica llamada "Readcast", que permite el intercambio automático de documentos en Facebook y Twitter. También en abril de 2010, Scribd anunció su integración en los plug-ins sociales en la red Facebook, durante la conferencia de desarrollo de Facebook f8 Scribd realizó un nuevo diseño el 13 de septiembre de 2010, convirtiéndose, según TechCrunch, en "la red social para la lectura."

## Finanzas
La compañía fue inicialmente fundada con un presupuesto de 12.000 dólares estadounidenses cedidos por la empresa Y Combinator y recibió más US$ 3,7 millones en junio de 2007 provenientes de Redpoint Ventures y The Kinsey Hills Group. En diciembre de 2008, la compañía otorgó US$ 9 millones, como parte de una segunda ronda de financiación, dirigida por Charles River Ventures, con re-inversión de Redpoint Ventures y Kinsey Hills Group, y contratando como presidente a George Consagra, formó Bebo JDO y lo gestionó como director general de Organic Inc. Consagra quedó en Scribd y convirtió en CEO de buen guiador en agosto de 2010.
David O. Sacos, formador de PayPal COO y fundador de Yammer y Geni, se unió a la junta de directores de Scribd en enero de 2010. Scribd contrató a Robert Macdonald, exjefe de prensa y colaborador de editores en Google en julio de 2010 como vicepresidente senior de desarrollo de negocio y abrió una oficina en Nueva York. Scribd también utiliza Google AdSense para la generación de ingresos. También obtiene ingresos de ventas a partir de la tienda online de Scribd. En agosto de 2010 comenzó con los servicios de testeo de servicios premium en fase beta.
Antes del aporte de US$9 millones, Scribd era valorado en US$ 10 millones. Su valoración actual es probablemente mucho mayor.

## Tecnología
Scribd usa formato iPaper, que es un formato de documento similar al PDF construido para la web, que permite a los usuarios incrustar documentos en una página web. iPaper fue construido con Adobe Flash, lo que le permite ser lo mismo en diferentes sistemas operativos (Windows, Mac OS y Linux) sin necesidad de conversión, siempre y cuando el lector tenga instalado Flash (aunque Scribd ha anunciado soporte no Flash para el iPhone). Todos los tipos de documentos principales se pueden formatear en iPaper, por ejemplo documentos en Word, presentaciones en PowerPoint, archivos PDF, documentos OpenDocument de OpenOffice.org XML y archivos PostScript.
Todos los documentos de iPaper están alojados en Scribd. Este permite que los documentos publicados sean privados o públicos a la comunidad más grande de Scribd. El visor de documentos de iPaper también puede ser embebido en cualquier sitio web o blog, haciendo simple la integración con los documentos en su formato original, independientemente del formato de archivo.
Scribd iPaper requiere que las cookies de Flash estén habilitadas, que es la configuración predeterminada en Flash. Si los requisitos no se cumplen o no hay ningún mensaje, el área de visualización se presenta de color blanco o gris.
Scribd lanzó su propio API para aplicaciones externas/de terceros, sin embargo, sólo unas pocas aplicaciones utilizan esta API
Su modelo de ingresos se ha ganado la cobertura de numerosos blogs como TechCrunch.
El 5 de mayo de 2010, Scribd lanzó la mayor implementación de HTML 5 hasta la fecha (2012) en la Web 2.0 celebrada en San Francisco TechCrunch informó que Scribd está migrando desde Flash a HTML5. '"Jared Friedman, el co-fundador de Scribd y el director oficial de la tecnología dice: 'Somos el resultado de tres años de desarrollo de Flash y la compañía apuesta por HTML5, porque creemos que HTML5 es una experiencia de lectura mucho mejor que Flash. Ahora, cualquier documento puede convertirse en una página web.'" En julio de 2010 Publishers Weekly escribió un artículo de portada en Scribd titulado "Apostando todo al HTML5.”

## Recepción
Scribd ha sido elogiado por varios periódicos y revistas, como The New York Times, Fast Company, Forbes y The Wall Street Journal. En 2013, la compañía Wired apodó a Scribd de "El Netflix de los ebooks", Además, Scribd es el pionero del modelo para libros electrónicos "todo lo que puedas leer".
Según Scribd, más de 80 millones de lectores de más de 100 países utilizan el sitio de forma mensual. Su biblioteca cuenta con más de 100.000 libros de suscripción de más de 900 editores, y se han subido al sitio más de 40 millones de documentos y libros. Los lectores de Scribd tienen acceso a libros de autores famosos como Kurt Vonnegut, Paolo Coelho, y Meg Cabot.
Entre los usuarios destacados de Scribd se incluyen , senador de Virginia, Meg Whitman, excandidato a gobernador de California, Andrew Ross Sorkin, periodista DealBook del New York Times, Kara Swisher, Reportero de All Things D, la Comisión Federal de Comunicaciones (FCC), Cruz Roja, UNICEF, Foro Económico Mundial, Comisión Económica de las Naciones Unidas para Europa, el Banco Mundial, Ford Motor Company, Hewlett-Packard, Samsung y el Colegio Hasmonean Torah Viviente. 

### Acusación de infracción de copyright
En varias ocasiones, Scribd ha sido acusado de infracción de copyright. En marzo de 2009, Scribd un sistema de gestión de derechos de autor y realizó actualizaciones en el sistema, incluyendo la adición de OCR. The New York Times informó en mayo de 2009, que Scribd albergaba obras piratas de autores como Ursula K. Le Guin.
En septiembre del 2009, el escritor estadounidense Elaine Scott afirmó que Scribd "roba descaradamente los beneficios de las obras con derechos de autor de innumerables autores." Sus abogados, Joe Sibley y Kiwi Camara buscan obtener una indemnización de Scribd supuestamente por "atroces infracciones de los derechos de autor."
El 11 de mayo de 2009, Motoko Rich, al escribir en The New York Times, informó en que en el hosting de Scribd existen obras pirateadas. Sibley Camara presentó una demanda colectiva en contra de Scribd, acusándolo de violación de copyright calculado con fines de lucro. La demanda fue lanzada en julio de 2010. En 2007, un año después de su creación, Scribd ha tenido 25 notificaciones DMCA.

### Controversias
En marzo de 2009, se filtraron en Scribd las contraseñas de varios clientes de Comcast. Más tarde, estas fueron retiradas, cuando The Times publicó la noticia.
En julio de 2010, GigaOm informó de que se había subido y filtrado en Scribd el guion de la película The social network, pero fue rápidamente bajado tras la petición DMCA de Sony.
En agosto de 2010, Scribd comenzó con las pruebas de los servicios prémium en estado beta, incluyendo los archivos de Scribd. Esta prueba fue recibida con un fuerte rechazo de la comunidad, debido a los cambios que Scribd realiza en sus políticas.

## Formatos de archivo admitidos
Los formatos soportados incluyen:
- Microsoft Excel (.xls, .xlsx)
- Microsoft PowerPoint (.ppt,.pps, .pptx)
- Microsoft Word (.doc, .docx)
- OpenDocument (.odt, odp,.ods,.odf,.odg)
- OpenOffice.org XML (.sxw,.sxi,.sxc,.sxd)
- Texto plano (.txt)
- Formato de documento portátil (.pdf)
- PostScript (.ps)
- Formato de texto enriquecido (.rtf)
- Tagged image file format (.tif,.tiff)